# Witikobund
Witikobund (česky Svaz Vítků či Vítkův spolek) je organizace založená v roce 1948 sudetoněmeckými nacisty. Jde o nacionálně šovinistickou a početně nejmenší, avšak nejradikálnější součást Sudetoněmeckého landsmanšaftu. Od roku 2001 je německou tajnou službou BfV považována za extremistickou.

## Název
Název Witikobund, odvozuje organizace od románu Adalberta Stiftera „Witiko“, jehož stejnojmenný hlavní hrdina je vylíčen jako bájný německý zakladatel českého rodu Vítkovců přibyvší do Čech z bavorského Pasova.

## Nacistické základy
Mezi zakládající členy Witikobundu patří:
- Walter Brand, člen NSDAP od roku 1931, šéfredaktor propagandistických novin SdP Die Zeit, vedoucí úřadu Konrada Henleina, organizátor Sudetendeutsches Freikorps a Hauptsturmführer SA, předsedou Witikobundu 1950–1952[3];
- Frank Seiboth, Parteisekretär SdP v Jablonci, Gauschulungsleiter v NSDAP a vedoucí výcvikového tábora, Hauptsturmführer SS, předsedou Witikobundu v letech 1953–1955;
- Walter Becher, před válkou redaktor propagandistického deníku SdP Die Zeit [4], předseda Witikobundu v letech 1956–1958 a mluvčí Sudetoněmeckého landsmanšaftu v letech 1968–82;
- Heinz Lange, člen NSDAP, příslušník tankové divize SS Das Reich, která má na svědomí několik válečných zločinů, předseda Witikobundu v letech 1959–1983[zdroj?];
- Walter Stain, bývalý člen Sudetendeutsches Freikorps, po Mnichovu člen NSDAP a do roku 1945 mládežnický velitel Hitlerjugend, předseda Witikobundu v letech 1986–1989;
- Siegfried Zoglmann, vysoký činitel Úřadu říšského protektora a zároveň hlavní vůdce Hitlerjugend v protektorátu Čechy a Morava [5], v roce 1942 vstoupil jako dobrovolník do Waffen-SS, spoluzakladatel Witikobundu, v letech 1957–76 poslanec Německého spolkového sněmu [6].

Kromě zakládajících členů i mají i další „Witikové“ nacistickou minulost, která se neomezovala na pouhé členství v NSDAP.
- Ernst Anrich, člen NSDAP, člen SS, ideologický historik a děkan nacistické Říšské univerzity ve Štrasburku (budovala např. sbírku židovských koster, pěstovala rasovou anatomii a byla rozpuštěna spojenci v roce 1944);
- Konstantin Höß, člen SdP, za protektorátu oblastní šéf NSDAP v Praze, v Jičíně a Hradci Králové;
- Franz Karmasin, zakladatel Karpatoněmecké strany, důstojník Waffen-SS, odsouzen v Bratislavě k trestu smrti, jemuž unikl;
- Karl Kraus, hlava gestapa a SS-Obersturmbannführer v Bělehradu;
- Albert Smagon, oblastní šéf NSDAP v Bratislavě;
- Rudolf Staffen, oblastní šéf (Gauamtsleiter) NSDAP [7];
- Dr. Walter Hergl, člen SdP, Agent SD a NSDAP-Hauptstellenleiter. SS-Hauptsturmführer[3], úzký spolupracovník K.H.Franka [8].

## Ministerstvo vnitra ČR o Witikobundu
Ve své zprávě o situaci v oblasti veřejného pořádku a vnitřní bezpečnosti na území České republiky v roce 2004 uvádí Ministerstvo vnitra o Witikobundu následující
| „ | Pozornost si rovněž zaslouží organizace bývalých sudetoněmeckých nacistů – Witikobund, který v prostředí landsmanschaftů šíří protičeské názory. Programem organizace je odstranění tzv. „zločinných Benešových dekretů“ a odčinění údajných válečných zločinů Spojenců a jejich stoupenců na německém národě. Dále program obsahuje vymýcení tzv. lží o zločinech Němců za druhé světové války a pranýřování tzv. holocaustové kultury jakožto projevu neněmeckého způsobu myšlení. Kromě Bavorska je na německém území jeho nejsilnější složkou organizace v Severním Porýní – Vestfálsku. Od r. 2001 je Witikobund považován ze strany německé zpravodajské služby BfV za extremistickou organizaci. Působí též v Rakousku, kde provádí patrně nejostřejší protičeskou propagandu. Vliv Witikobundu ve Spolkové republice Německo v poslední době vzrostl. | “ |

## Aktivity v České republice a proti ČR
Přímo v České republice působí Witikobund nenápadně a to pod krytím Centra Adalberta Stiftera [zdroj?] v rodišti autora románu „Witiko“ v Horní Plané. Nezisková organizace sídlí v domě vlastněném   společností Bohemia Komunikation s.r.o., jejímiž nejvýznamnějšími společníky
 jsou:
- Horst Löffler jako největší společník, statutární orgán Centra [14], člen [15] a funkcionář Witikobundu [16];
- Rudolf Erhart jako bývalý jednatel společnosti a bývalý agent StB [17] [18].

V roce 2002 proběhla českými médii zpráva, že Witikobund stojí za rozšiřováním letáků „Sudety byly a opět budou německé“. Tyto letáky rozšiřovali čeští skinheadi, avšak jejich tvorbu údajně hradil právě Witikobund. Witikobund nařčení popřel. 
Hans Mirtes, tehdejší předseda Witikobundu, podal v roce 2004 spolu s devadesátkou dalších krajanů vlastnickou žalobu na Česko u Evropského soudu pro lidská práva. Poté, co ji po roce soud odmítl, Hans Mirtes prohlásil: „Obrátíme se na OSN“.  